# David Farrance
David Farrance, född 23 juni 1999, är en amerikansk professionell ishockeyback som spelar för Nashville Predators i National Hockey League (NHL). Han har tidigare spelat för Boston University Terriers i National Collegiate Athletic Association (NCAA) och Team USA i United States Hockey League (USHL).
Farrance blev draftad av Nashville Predators i tredje rundan i 2017 års draft som 92:a spelare totalt.

## Statistik
| 2013–2014   | Victor Blue Devils         |             | 17  | 31 | 11 | 42 | —  | — | — | — | — | — |
|             | Syracuse Jr. Stars         | USPHL       | 28  | 20 | 12 | 32 | 50 | — | — | — | — | — |
| 2014–2015   | Victor Blue Devils         |             | 14  | 24 | 15 | 39 | —  | 4 | 4 | 3 | 7 | — |
|             | Syracuse Jr. Stars         | USPHL       | 29  | 27 | 25 | 52 | 28 | 3 | 2 | 0 | 2 | 4 |
| 2015–2016   | Team USA                   | USHL        | 31  | 4  | 9  | 13 | 14 | — | — | — | — | — |
|             | U.S. National U17 Team     |             | 52  | 8  | 15 | 23 | 24 | — | — | — | — | — |
| 2016–2017   | Team USA                   | USHL        | 25  | 1  | 16 | 17 | 22 | — | — | — | — | — |
|             | U.S. National U18 Team     |             | 64  | 7  | 30 | 37 | 38 | — | — | — | — | — |
| 2017–2018   | Boston University Terriers | NCAA        | 31  | 3  | 6  | 9  | 12 | — | — | — | — | — |
| 2018–2019   | Boston University Terriers | NCAA        | 37  | 4  | 16 | 20 | 19 | — | — | — | — | — |
| 2019–2020   | Boston University Terriers | NCAA        | 34  | 14 | 29 | 43 | 20 | — | — | — | — | — |
| 2020–2021   | Nashville Predators        | NHL         | 1   | 0  | 0  | 0  | 0  | — | — | — | — | — |
|             | Boston University Terriers | NCAA        | 11  | 5  | 11 | 16 | 4  | — | — | — | — | — |
| NHL totalt  | NHL totalt                 | NHL totalt  | 1   | 0  | 0  | 0  | 0  | — | — | — | — | — |
| NCAA totalt | NCAA totalt                | NCAA totalt | 116 | 15 | 45 | 60 | 62 | — | — | — | — | — |
| USHL totalt | USHL totalt                | USHL totalt | 56  | 5  | 25 | 30 | 36 | — | — | — | — | — |

### Internationellt
| Källa: Uppdaterad: 2021-04-09 | Källa: Uppdaterad: 2021-04-09 | Källa: Uppdaterad: 2021-04-09 |         | Utv = Utvisningsminuter | Utv = Utvisningsminuter | Utv = Utvisningsminuter | Utv = Utvisningsminuter | Utv = Utvisningsminuter |
| År                            | Lag                           | Mästerskap                    | Matcher | Mål                     | Assists                 | Poäng                   | Utv                     |                         |
| ----------------------------- | ----------------------------- | ----------------------------- | ------- | ----------------------- | ----------------------- | ----------------------- | ----------------------- | ----------------------- |
| 2017                          | USA                           | U18-VM                        | 7       | 2                       | 1                       | 3                       | 0                       |                         |
| Junior totalt                 | Junior totalt                 | Junior totalt                 | 7       | 2                       | 1                       | 3                       | 0                       |                         |